# Antiteilchen
Von Elementarteilchen gibt es im Allgemeinen zwei Formen, die als „Teilchen“ und „Antiteilchen“ bezeichnet werden. Sie haben gleiche Eigenschaften, wie zum Beispiel Masse, Lebensdauer sowie Art und Stärke ihrer Wechselwirkungen. Sie unterscheiden sich voneinander dadurch, dass Elektrische Ladung, magnetisches Moment und einige weitere ladungsartige Quantenzahlen entgegengesetzt gleich sind, d. h. umgekehrtes Vorzeichen haben. Bei Teilchen, deren ladungsartige Quantenzahlen sämtlich null sind, sind Teilchen und Antiteilchen identisch.
Welche der beiden Formen hierbei als „normales“ Teilchen und welche als Antiteilchen gilt, ist eine Frage der Konvention. Die Teilchen, aus denen die Materie in unserem All besteht (Elektron, Proton und Neutron), zählt man zu den „normalen“ Teilchen und ihre Gegenstücke (Positron, Antiproton und Antineutron) zu den Antiteilchen. Antiteilchen können sich auf gleiche Weise zu Antimaterie zusammenschließen wie die normalen Teilchen zur normalen Materie.
Treffen ein Teilchen und ein Antiteilchen derselben Teilchenart zusammen, kommt es mit hoher Wahrscheinlichkeit zur Annihilation: Proton und Antiproton vernichten sich zu mehreren Pionen, Elektron und Positron zerstrahlen zu zwei oder drei Photonen. Umgekehrt kann ein Photon in ein Elektron und ein Positron umgewandelt werden, man spricht dabei von Paarbildung.

## Theorie
Das Konzept der Antiteilchen ergibt sich aus der Quantenphysik, genauer aus der Quantenfeldtheorie. Es beruht auf dem CPT-Theorem, dem zufolge die Feldgleichungen aus sehr fundamentalen Gründen sich durch eine CPT-Transformation nicht ändern. Das ist die Kombination einer Vorzeichenumkehr aller Arten von Ladungen (Ladungskonjugation, C), einer Spiegelung des Raumes (Parität, P) und einer Umkehr der Zeitrichtung (Zeitumkehr, T). Aufgrund dieser Invarianz (Unveränderlichkeit) gibt es zu jedem Zustand oder Prozess, der nach den Feldgleichungen möglich ist, einen zweiten gleichartigen Zustand bzw. Prozess, der durch die CPT-Transformation aus dem ersten hervorgeht und genauso möglich ist. Enthält der Ausgangszustand nur ein Teilchen, ergibt sich durch die CPT-Transformation das Antiteilchen im entsprechenden Zustand. Beschreibt der Zustand ein ganzes System mehrerer Teilchen, ergibt sich der entsprechende Zustand eines Systems, das so wie das ursprüngliche aufgebaut ist, aber aus den entsprechenden Antiteilchen.
Aufgrund dieser CPT-Symmetrie ist zu jeder Art Elementarteilchen eine entsprechende Art Antiteilchen zu erwarten, für die gilt:
- additive Quantenzahlen sind entgegengesetzt gleich (entgegengesetztes Vorzeichen). Dies betrifft u. a.
  - Elektrische Ladung, magnetisches Moment
  - Farbladung
  - Baryonenzahl, Leptonenzahl
  - Strangeness, Charm
- nichtadditive Eigenschaften sind identisch, z. B.
  - Masse
  - Lebensdauer,
  - Spin
- Die innere Parität von Teilchen und Antiteilchen ist
  - gleich im Fall von Bosonen,
  - entgegengesetzt bei Fermionen.

Sind sämtliche additiven Quantenzahlen eines Teilchens Null, so ist das Teilchen sein eigenes Antiteilchen. Dies ist z. B. der Fall beim Photon, beim Z0, beim Higgs-Boson und beim neutralen Pion π0, nicht aber beim Neutrino.
Zu allen bekannten Teilchenarten sind ihre Antiteilchen experimentell nachgewiesen worden. Ob wirklich exakte Symmetrie herrscht, ist in vielen Präzisionsexperimenten nachgeprüft worden. Bislang wurden keine Abweichungen entdeckt.

## Bezeichnungsweise
In Formeln werden Antiteilchen, sofern zur Unterscheidung erforderlich, mit einem Querstrich gekennzeichnet: {\displaystyle \mathrm {p} } für Proton, {\displaystyle {\bar {\mathrm {p} }}} für Antiproton oder {\displaystyle {\bar {\nu }}_{\mathrm {e} }} für das Antineutrino. Bei den Antiteilchen der geladenen Leptonen wird der Querstrich weggelassen, weil durch Angabe der elektrischen Ladung bereits klar ist, worum es sich handelt. Zum Beispiel schreibt man das Positron (Anti-Elektron) einfach als {\displaystyle \mathrm {e} ^{+}\!\,}.
Mesonen bestehen aus je einem Quark und einem Antiquark. Wenn beide vom gleichen flavour sind, also bei einem Quarkonium, ist das Meson sein eigenes Antiteilchen. Ansonsten gilt die Konvention, dass man von einem Meson spricht, wenn das schwerere (Anti-)Quark positiv geladen ist, und von einem Antimeson, wenn es negativ ist. Beispiel: Das K0 hat die Zusammensetzung sd; das K0 die Zusammensetzung sd. Elektrisch neutrale Antimesonen werden mit einem Querstrich gekennzeichnet; bei den elektrisch geladenen ist dies nicht erforderlich, da nach dieser Konvention positiv geladene qq-Kombinationen immer Mesonen und negativ geladene qq-Kombinationen immer Antimesonen sind.
Die normale Bezeichnung ist „Anti-“ gefolgt vom Namen des Teilchens, also beispielsweise Antiproton; eine historisch entstandene Ausnahme ist der Name Positron für das Antielektron. Wenn das Präfix „Anti-“ zur Unterscheidung nicht erforderlich ist (also in den Fällen, in denen das Symbol keinen Querstrich tragen muss), lässt man es weg. Man spricht also einfach von einem „K-minus“, wenn es sich um das K− handelt, oder vom „My-plus“ im Falle des μ+.

## Geschichte
Das erste bekannte Antiteilchen war das Positron. Es wurde von Paul Dirac 1928 theoretisch vorhergesagt, aber versuchsweise zunächst irrtümlich mit dem Proton identifiziert. Im Jahr 1932 wurde es von Anderson entdeckt.
Die Antiteilchen der anderen beiden Bestandteile stabiler Materie, das Antiproton und das Antineutron, wurden 1955 bzw. 1956 entdeckt. Ende 2009 wurden vom Weltraumteleskop Fermi überraschenderweise bei Gewittern Positronen entdeckt; das Teleskop sollte eigentlich nur dazu dienen, nach Gammastrahlung zu suchen.

## Deutungen
Die Dirac-Gleichung, welche unter anderem Elektronen beschreibt, hat sowohl Lösungen mit positiver Energie {\displaystyle E=+mc^{2}} als auch mit negativer Energie {\displaystyle E=-mc^{2}}.
Damit stellt sich zunächst die Frage, warum ein Teilchen mit positiver Energie nicht unter Abstrahlung von {\displaystyle 2mc^{2}} in den Zustand negativer Energie übergeht.
Diracs Deutung war, dass alle negativen Energiezustände besetzt sind (Dirac-See).
Die Paarbildung ist dann das Anheben eines Teilchens vom negativen in den positiven Energiezustand. Der unbesetzte negative Energiezustand, das Loch, wird als Antiteilchen beobachtbar.
Die Deutung mit Hilfe des Dirac-Sees wurde von der Feynman-Stückelberg-Interpretation abgelöst. Diese beruht auf der Vorstellung, dass sich Teilchen mit negativer Energie rückwärts in der Zeit bewegen. Mathematisch ist dies äquivalent zu einem Antiteilchen mit positiver Energie, welches sich vorwärts in der Zeit bewegt.